# Кастельмарте
Кастельмарте (італ. Castelmarte) — муніципалітет в Італії, у регіоні Ломбардія, провінція Комо.
Кастельмарте розташоване на відстані близько 510 км на північний захід від Рима, 45 км на північ від Мілана, 12 км на схід від Комо.
Населення — 1314 осіб (2014).
Щорічний фестиваль відбувається останньої неділі серпня. Покровитель — San Giovanni Evangelista.

## Демографія
Населення за роками:

Станом на 1 січня 2023 року в муніципалітеті офіційно проживали 44 іноземці з 13 країн, серед них 13 громадян країн Євросоюзу та 2 громадяни України.

## Сусідні муніципалітети
- Канцо
- Казліно-д'Ерба
- Ерба
- Понте-Ламбро
- Прозерпіо